# 孤胆车神：新奥尔良
《孤胆车神：新奥尔良》是一款由Gameloft发布的3D開放世界游戏。属孤胆车神系列作品。

## 玩法
该游戏自由度高，包含射击、驾驶、幫派等元素，玩家亦可在游戏中收集资源升级装备，争夺地盘等。遊戲中尚有任務、賽事等活動，讓玩家能擁有更多樂趣及資源。此遊戲為開放式遊戲，玩家可以透過武器、車輛等攻擊路人，如若作案太明目張膽的話，將會引來警察、特警、軍人來攻擊玩家，或捉拿玩家歸案。如若玩家被捕或者是受傷，只要繳納費用，將可以開始新的回合。

## 地盤
地盤1.法國區   地盤2.種植園   地盤3.麥迪遜維爾   地盤4.蝦城   地盤5.梅泰里   地盤6.查爾梅特   地盤7.中央商業區   地盤8.曼查克河口   地盤9.尙蒂伊   地盤10.阿爾及爾   地盤11.格雷特納   地盤12.肯納。玩家會依上述順序，依次進攻、佔領地盤(地盤影響力須超過50%才可佔領 ，反之，影響力低於50%會失去地盤)。

## 主要人物
除了主角傑克以外，還有一些重要的NPC角色：如E先生、阿蘭和瑪麗等俠盜幫助玩家完成霸業。各個地盤也佔有各個幫派老大，如傑克遜·杜克、鐵鎚、鱷魚格雷特等，需要玩家完成任務後並突擊他們才可佔領該地。